# Quận Cape Girardeau, Missouri
Quận Cape Girardeau là một quận thuộc tiểu bang Missouri, Hoa Kỳ. Theo điều tra dân số năm 2000 của Cục điều tra dân số Hoa Kỳ, quận có dân số người 2. Quận lỵ đóng ở Jackson 6 còn thành phố lớn nhất là Cape Girardeau. Quận được đặt tổ chức ngày 1/10/1812 và thành phố quận lỵ được đặt tên theo tổng thống Hoa Kỳ Andrew Jackson.

## Địa lý
Theo Cục điều tra dân số Hoa Kỳ, quận có tổng diện tích km2, trong đó có km2 là diện tích mặt nước.

## Thông tin nhân khẩu
Theo điều tra dân số 2 năm 2000, quận đã có dân số 68.693 người, 26.980 hộ gia đình, và 17.941 gia đình sống trong quận hạt. Mật độ dân số là 119 người trên một dặm vuông (46/kmТВ). Có 29.434 đơn vị nhà ở mật độ trung bình của 51 trên một dặm vuông (20/kmТВ). Cơ cấu dân tộc của cư dân sinh sống ở quận này bao gồm 92,13% người da trắng, 5,28% da đen hay Mỹ gốc Phi, 0,36% người Mỹ bản xứ, 0,75% châu Á, Thái Bình Dương 0,03%, 0,31% từ các chủng tộc khác, và 1,15% từ hai hoặc nhiều chủng tộc. Khoảng 0,91% dân số là người Hispanic hay Latino thuộc một chủng tộc nào.
Có 26.980 hộ, trong đó 31,20% có trẻ em dưới 18 tuổi sống chung với họ, 53,80% là đôi vợ chồng sống với nhau, 9,80% có một chủ hộ nữ và không có chồng, và 33,50% là không lập gia đình. 27,30% hộ gia đình đã được tạo ra từ các cá nhân và 10,10% có người sống một mình 65 tuổi hoặc cao tuổi hơn. Cỡ hộ trung bình là 2,42 và cỡ gia đình trung bình là 2,96.
Trong quận này cơ cấu độ tuổi dân cư bao gồm 23,40% dưới độ tuổi 18, 13,40% 18-24, 27,80% 25-44, 21,60% từ 45 đến 64, và 13,80% từ 65 tuổi trở lên. Độ tuổi trung bình là 35 năm. Đối với mỗi 100 nữ có 93,20 nam giới. Đối với mỗi 100 nữ 18 tuổi trở lên, đã có 90,00 nam giới.
Thu nhập trung bình cho một hộ gia đình trong đã đạt mức USD 45.862, và thu nhập trung bình cho một gia đình là USD 58.037. Phái nam có thu nhập trung bình USD 32.371 so với 20.833 USD của phái nữ. Thu nhập bình quân đầu người là 24.303 USD. Có 6,70% gia đình và 11,10% dân số sống dưới mức nghèo khổ, bao gồm 11,40% những người dưới 18 tuổi và 10,10% của những người 65 tuổi hoặc hơn.